# Pierre Laprun
Pierre Laprun né le 16 septembre 1737 à Bannes (Champagne), mort le 16 mars 1822 à Vaux (Moselle), est un général de division de la Révolution française qui a combattu lors de la guerre d'indépendance d'Amérique et s'est illustré comme général pendant les guerres de la révolution.

## Biographie
C'est en Champagne, dans le petit village de  Bannes (situé à une dizaine de kilomètres de Fère-Champenoise), que Pierre voit le jour en 1737. La présence de la famille Laprun y est attestée depuis la fin du XVIe siècle. Sur sa maison natale une plaque commémorative rappelle qu’est né ici un général d'artillerie. À quelques centaines de mètres, une rue du Général Pierre Laprun honore aujourd'hui sa mémoire.
À sa retraite à 64 ans il s'installe à quelques kilomètres de Metz dans le village de Vaux, dont il devient maire en 1806. Octogénaire, il s’éteint à l'âge de 83 ans en 1822.

## Carrière militaire
À l'âge de 18 ans, en 1756, Pierre Laprun est tiré au sort pour la conscription et entre comme soldat dans la milice de Châlons-en-Champagne. Il y sert en qualité de fusilier pour une durée de sept ans, comme c'est la règle. Bien que l'armée royale soit une armée de métier, certaines classes de la société, essentiellement issues de la France rurale, doivent fournir un contingent. Il quitte Chalons et va servir en Allemagne de juin 1757 jusqu'en 1762 pendant la guerre de sept ans. Il prend part à différents combats : défense de Wesel en 1758, bataille de Minden le 1er août 1759, bataille de Corbach le 10 juillet 1760, défense de Göttingen et siège de Wolfenbüttel en 1761, défense de Cassel en 1762.
À l'issue de la guerre il réintègre sa brigade qui avait été envoyée à Auxonne. Il est nommé sergent le 1er janvier 1764, premier grade des sous-officiers. Dès l'année suivante, distingué par ses supérieurs, il est promu fourrier, c'est-à-dire chargé de tâches administratives. Il a la joie en 1767, à 30 ans, de prendre rang comme officier avec les galons de lieutenant en second dans son régiment d’Auxonne-artillerie. Il rentre ainsi dans une classe particulière celle des officiers dits de fortune, c'est-à-dire parvenu par le rang.

### La guerre d’indépendance américaine (1778-1783)
Laprun, récemment promu lieutenant en premier, sert sur les côtes de Bretagne en 1778 et 1779. En 1780 le 2e bataillon du régiment d'Auxonne artillerie est choisi pour faire partie du corps expéditionnaire, dirigé par le général de Rochambeau. Il est sur Le Drake, un navire marchand affrété. Le 20 juin, il  prend part à un petit combat naval au sud des Bermudes : une escadre anglaise de six vaisseaux de guerre revenait d'une escorte de 50 navires marchands jusqu'aux Bermudes.
Pendant cette campagne il est chargé d'une double fonction au sein du bataillon d'artillerie d’Auxonne : aide-major, c'est-à-dire responsable de  l'administration, de la comptabilité, de l'état civil, ainsi que trésorier quartier-maître où il s'occupe du logement, du campement, de l’habillement. Après la victoire de Yorktown le 17 octobre 1781, les troupes françaises séjournent encore plus d’un an en Amérique. En juin 1782, il obtient une commission de capitaine.

### Les guerres de la révolution
La révolution change sa destinée. Il  profite de l'émigration des officiers nobles à partir de 1791 pour accéder aux grades supérieurs. Le 12 septembre 1793, il est promu chef de brigade et il commande l'artillerie pendant le siège de la ville de Dunkerque par les Anglais. À l'issue de la Bataille de Hondschoote les Anglais se replient. En février 1794, il est promu général de brigade  puis général de division trois mois plus tard. 
Il sert notamment à l'armée de Sambre-et-Meuse, prend une part active à la prise de Charleroi le 25 juin 1794 et à la bataille de Fleurus le 26 juin. Il va occuper différents commandements d’importance : les 3e et 4e divisions militaires à Metz, et celui de la place de Landau, où il cumule les pouvoirs civils et militaires. 
Sa carrière est brisée par le coup d’État anti royaliste du 18 fructidor an V (4 septembre 1797) organisé par Barras : accusé d'être en relation avec les émigrés et d'être un ami du général Pichegru, il apprend sa destitution trois mois plus tard. Il se défend vigoureusement en faisant appel aux témoignages de ses compagnons d'armes, les généraux Jourdan, Debelle, Kléber, et Bernadotte. 
Le Directoire, reconnaissant son erreur, revient sur sa décision. Mais, trop âgé et malgré l'appui des généraux Desaix, Desjardin, Eble, de Bollemont, il n’est affecté à aucun poste et en juin 1801, la retraite lui est accordée.

## Nomination
- Général de brigade le 9 février 1794
- Général de division le 10 mai 1794

## Décoration
- Chevalier de la légion d'honneur  (Seconde restauration)
- Croix de Saint Louis (1785)

## Descendance
Après son fils unique Pierre-Joseph, officier sous l'empire et la monarchie, les Laprun vont s'illustrer dans la carrière des armes : dix d'entre eux seront officiers à leur tour, dont trois sont morts pour la France au cours des deux guerres mondiales. Ses descendants sont aujourd'hui représentés au sein des Cincinnati, des Fils de la Révolution Américaine, et des Filles de la Révolution Américaine.

## Sources
- Florent Farges, Le général Laprun et sa descendance, Orcines, Micoline, 2012, 318 p. (ISBN 978-2-953-49269-9 et 2-953-49269-0, OCLC 812523002)
- Service Historique de la Défense : 2yb 1 012 ; général de division dossier no 196
- Six G., Dictionnaire biographique des généraux et amiraux français de la révolution et de l'Empire (1792-1814), G. Saffroy, 1934.
- Bodinier G., dictionnaire des officiers de l'armée royale qui ont combattu aux États-Unis pendant la guerre d'indépendance 1776-1783; 3e édition, Chez l'auteur, 2001.